# Forge FC
Der Forge Football Club ist ein kanadischer Fußballklub aus Hamilton in der Provinz Ontario, der in der Canadian Premier League spielt. Als Heimspielstätte dient das Tim Hortons Field.

## Geschichte

### Anfänge
Als im Juni 2013 erstmals Pläne seitens der CSA öffentlich wurden, dass diese eine eigene erstklassige Fußballliga planten, schloss sich der Besitzer des CFL-Klubs Hamilton Tiger-Cats Bob Young einer Gruppe von Investoren an, welche hauptsächlich aus weiteren Personen der CFL bestand. Im Februar 2016, nachdem die Liga offiziell angekündigt wurde, gab es dann auch die Bekanntmachung, dass der teilnehmende Klub aus Hamilton eines der Aushängeschilder werden soll. So war die Stadt dann auch einer der ersten Standorte für einen Profi-Klub, nachdem die CPL offiziell vom Verband ratifiziert wurde. Am 12. Juli 2018 gab dann die CSA auch offiziell mit dem Namen Forge FC den Namen sowie das Aussehen des Klublogos bekannt. Der Beginn des Spielbetriebs wurde auf die Saison 2019 datiert. Als erster Cheftrainer wurde Bobby Smyrniotis eingestellt.

### Meisterschaften und internationale Erfolge
Die erste Saison wurde noch in eine Frühjahr- und eine Herbst-Hälfte geteilt. Mit 19 Punkten nach zehn Spieltagen positionierte man sich hier auf dem zweiten Platz und aufgrund der Platzierung gegenüber den anderen „Gründungs“-Klubs ordnete die CSA dem Klub auch einen Startplatz in der Vorrunde der CONCACAF League 2019 zu. Dies wurde nötig, weil die Saison nicht vor Anfang des Wettbewerbs zu Ende gespielt werden konnte. Hier traf man auf den guatemaltekischen Vertreter Antigua GFC, gegen welchen ein 2:1-Sieg im Hinspiel reichte, um ins Achtelfinale einzuziehen. Dort ging es nun gegen den CD Olimpia aus Honduras. Trotz dem 1:0-Sieg im Hinspiel, führte die 1:4-Niederlage im Rückspiel dazu, dass dies dann auch die letzte Runde für den Klub in dieser Saison war. Die Herbst-Saison beendete der Klub dann wieder auf dem zweiten Platz, diesmal mit 37 Punkten nur einen Punkt hinter gegen den zuvor auch auf dem ersten Platz platziertem Cavalry FC. Nach der Addition von beiden Saisonhälften kam dem Klub so ein Platz in den Finals zu. Hier gelang es sowohl im Hin- als auch im Rückspiel mit einem 1:0-Sieg am Ende die Meisterschaft gegen Cavalry zu gewinnen. Damit qualifizierte sich der Klub dann auch für die CONCACAF League 2020.
Diesmal gelang es dem Klub mit einem 2:1-Sieg über Municipal Limeño aus El Salvador, wieder die Vorrunde zu überstehen. Auch das Achtelfinale konnte mit einem 2:1-Sieg über den Tauro FC aus Panama erfolgreich abgeschlossen werden. Erst im Viertelfinale, in welchem man bis ins Elfmeterschießen gegen den Arcahaie FC aus Haiti musste schied man nach einem 2:4 aus. Zwar nahm man nochmal an einer Play-in-Runde gegen den CD Marathón aus Honduras teil, verlor hier aber auch mit 0:1. Damit verpasste man die Qualifikation für die CONCACAF Champions League 2021. In der Liga selbst wurde aufgrund der COVID-19-Pandemie die Saison 2020 in einem anderen Modus gespielt. Hierbei schaffte man es nach sieben Spieltagen mit zwölf Punkten auf den dritten Platz und erreichte damit die zweite Phase. Hier gelangen dann zwei Siege und ein Unentschieden und mit sieben Punkten der erste Platz, was wieder für das Finalspiel qualifizierte. Dort traf man dann auf den HFX Wanderers FC und besiegte diesen mit 2:0. Damit sicherte man sich die zweite Meisterschaft in Folge.
Zum dritten Mal in Folge nahm man so an der CONCACAF League teil, diesmal ging es in der Saison 2021 in der Vorrunde erneut gegen den Vertreter aus El Salvador, welcher diesmal jedoch der CD FAS war. Nach Hin- und Rückspiel schaffte man hier mit einem kumulierten 5:3-Sieg auch wieder den Einzug in die nächste Runde. Im Achtelfinale reichte dann nach einem torlosen Hinspiel, ein 2:0-Sieg über CA Independiente aus Panama, um wieder einmal ins Viertelfinale einzuziehen. Dort war diesmal aber nicht Schluss, da nach einer 1:3-Niederlage im Hinspiel gegen Santos de Guápiles aus Costa Rica noch ein 3:0-Sieg im Rückspiel gelang. So stand der Klub erstmals auch im Halbfinale des Wettbewerbs. Dort ging es nun gegen den CD Motagua aus Honduras. Das 2:2 im Hinspiel war daher fatal, da es im Rückspiel nur zu einem 0:0 reichte. Dies reichte Motagua aber, da man somit aufgrund der Auswärtstorregel eine Runde weiterkam. Trotzdem reichte die Platzierung im Halbfinale dem Klub sich erstmals für die CONCACAF Champions League zu qualifizieren. Für die man einen Startplatz in der Saison 2022 erhielt.
Dies wurde auch nötig, weil die Saison 2021 in der Liga für die Mannschaft in der Regular Season zwar dank besserem Torverhältnis auf Cavalry mit 50 Punkten auf dem ersten Platz endete. Nach einem Sieg über York United stand man hier dann auch wieder im Finale, welches man jedoch erstmals verlor. Durch eine 0:1-Niederlage gegen den Pacific FC, welche in der Regular Season selbst nur dritter geworden war. Die Saison 2022 der Champions League, war für den kanadischen Debütanten dann aber jedoch schnell vorbei, als man mit 0:1 und 1:3 gegen den mexikanischen Vertreter Cruz Azul bereits im Achtelfinale ausschied. In der Liga nahm man mit 47 Punkten wieder den zweiten Platz der Regular Season ein, schaffte es auch diesmal wieder ins Finale und obsiegte mit 2:0 in diesem über Atlético Ottawa. Aufgrund der Einstellung der CONCACAF League nach der Saison 2022, gab es für den Klub aber keinen Startplatz in einem internationalen Wettbewerb mehr.
Im April 2023 kündigte der Klub dann eine Kooperation mit mehreren lokalen Jugendklubs an, daraus auch einige Teilnehmer der League1 Ontario.